# Amt Rosenburg
Das Amt Rosenburg, auch Herrschaft Rosenburg, war eine territoriale Verwaltungseinheit der seit 1497 reichsunmittelbaren Grafschaft Barby unter Lehnshoheit des Erzstifts Magdeburg. Nach der Teilung der Grafschaft 1659 fiel sie nicht wie Barby an das Kurfürstentum Sachsen, sondern kam aufgrund der Lehnshoheit zum Herzogtum Magdeburg. Später fiel es mit diesem an Preußen.

## Geographische Lage
Die sechs Orte des Amts Rosenburg liegen an einer Flussschlinge der Saale, unmittelbar vor deren Mündung in die Elbe. Beide Flüsse begrenzten das Amtsgebiet nach Nordosten und Nordwesten. Das Hauptgebiet der Grafschaft Barby lag nördlich des Amts am anderen Saaleufer.
Die Orte des Amts gehören heute bis auf Dornbock zur Stadt Barby. Größere Orte in der Gegend sind Calbe (Saale) (ca. 10 km) und Aken (Elbe) (ca. 13 km).

## Angrenzende Verwaltungseinheiten
Die Angaben beziehen sich auf die Herrschaft bzw. das Amt Rosenburg nach der Teilung der Grafschaft Barby im Jahr 1659.
| Grafschaft Barby                                                            | Grafschaft Barby                            | Amt Walternienburg                                                        |
|                                                                             | Kompassrose, die auf Nachbargemeinden zeigt | Fürstentum Anhalt                                                         |
| Herzogtum Magdeburg (später: Königreich Preußen) (Holzkreis; Calbe (Saale)) | Fürstentum Anhalt                           | Herzogtum Magdeburg (später: Königreich Preußen) (Holzkreis, Aken (Elbe)) |

## Geschichte

### Anfänge des Amts Rosenburg
Bereits im Jahr 839 erfolgte die Erwähnung von Rosenburg. Wahrscheinlich befand sich dort eine slawische Siedlung. Ältester Zeitzeuge ist heute die Burgruine Rosenburg. Die erste urkundliche Erwähnung des Ortes stammt aus dem Jahr 965, als Kaiser Otto I. den königlichen Hof „Rosburg“ dem Moritzkloster zu Magdeburg (Erzstift Magdeburg) schenkte. Als Lehen kam es 1136–1270 an die Grafen von Querfurt und um 1300 als Afterlehen an die Grafen von Barby aus dem Hause der Grafen von Arnstein und wurde somit Teil der Grafschaft Barby.

### Zugehörigkeit zur Grafschaft Barby
Die Herrschaft Barby wurde vom römisch-deutschen König Maximilian I. im Jahr 1497 zur reichsunmittelbaren Grafschaft erhoben. Nach dem Erhalt dieser Reichsstandschaft nannten sich die Inhaber der Grafschaft „Grafen von Barby und Mühlingen“ und saßen auf den Reichstagen auf der westfälischen Bank.
Unter Graf Wolfgang I. wurde im Jahr 1540 die Reformation in der Grafschaft eingeführt. In der Folgezeit wurde die Grafschaft mehrfach unter den Nachkommen geteilt. Letztlich blieb aber nur ein männlicher Erbe, Graf August Ludwig (geb. 1639) übrig.

### Teilung der Grafschaft Barby
Am 17. Oktober 1659 starb August Ludwig, als letzter der Grafen von Barby, im Alter von 20 Jahren ohne Erben. Auf der Grundlage verwandtschaftlicher Beziehungen leiteten zur damaligen Zeit einige Herrscher ihre (Rechts-)Ansprüche (Anwartschaft) auf die erledigte Grafschaft Barby ab, eine damals durchaus übliche Rechtsauffassung. So sicherte sich August von Sachsen-Weißenfels, gleichzeitig Administrator des Erzstifts Magdeburg, bereits im Jahr 1652 die Anwartschaft für den sächsischen Teil (Barby und Walternienburg) durch den sächsischen Kurfürsten Johann Georg I. sowie 1653 durch das Domkapitel Magdeburg für den Magdeburger Teil (Rosenburg) der Grafschaft.
Trotz dieser Maßnahmen kam es nach dem Aussterben der Grafen von Barby im Jahr 1659 zur Teilung. Die Ämter Walternienburg im Osten und Mühlingen im Westen gingen zur Befriedigung älterer Anwartschaften an das Fürstentum Anhalt-Zerbst, wobei das Amt Walternienburg kursächsisches Lehen blieb. Die Ämter Barby und Rosenburg fielen an das albertinische Sekundogenitur-Fürstentum unter Herzog August von Sachsen-Weißenfels.

### Zugehörigkeit zum Erzstift Magdeburg
Nachdem das Amt Rosenburg durch Aussterben der Grafen von Barby 1659 als früheres Lehen des Erzstifts Magdeburg an das selbige gefallen war und August von Sachsen-Weißenfels in seiner Eigenschaft als Administrator des Erzstifts dieses Gebiet nicht nur in Besitz genommen, sondern es durch das Domkapitel auch als erbliches Lehen für sich und 1661 auch für seine Söhne in Anspruch genommen hatte, erhoben sowohl Kurbrandenburg als auch Kursachsen Widerspruch, da das gesamte Erzstift einschließlich aller anheimgefallenen Lehen nach den Bestimmungen des Westfälischen Friedens an Brandenburg hätte fallen müssen und der sächsische Kurfürst die Sache seinerseits als erledigtes Lehen auffasste und versuchte, es im Namen Kaiser Leopolds I. für sich selbst in Besitz zu nehmen.
Kursachsen willigte zwar schließlich 1666 in Herzog Augusts Pläne ein, da es sich Hoffnungen machte, nach einem Aussterben der Weißenfelser Linie sowieso in den Besitz Rosenburgs zu gelangen, jedoch verkaufte dieser das Streitobjekt am 3. März 1679 für 16.000 Taler an Hans Adam von Ende, den Hofmeister seiner zweiten Gemahlin und Johann Adolfs Stiefmutter Johanna Walpurgis von Leiningen-Westerburg.
Johann Adolf, der durch das väterliche Handeln seine Erbmasse bedroht sah, protestierte zwar, wurde aber vom Vater eingeschüchtert. Nach dem Tod Augusts 1680, wendete sich Johann Adolf jedoch an Brandenburg, um eine Nichtigkeitserklärung des Kaufvertrages zu erreichen und reichte zudem eine ordentliche Klage bei der Regierung in Halle ein.
Als Hans Adam von Ende sah, dass seine Sache misslich stand, verkaufte er während der laufenden Klage die Herrschaft Rosenburg im April 1681 für 60.000 Taler an den damaligen Kurprinzen Friedrich von Brandenburg. Der Prozess wurde von Seiten Brandenburgs immer weiter hinausgezogen und verlief schließlich im Sande. Herzog Johann Adolf hatte somit das Nachsehen.
Schließlich entschloss sich Johann Adolf auch noch 1687 zum Verkauf des Amtes Burg, das ebenfalls als Abspaltung vom Erzstift Magdeburg an Sachsen-Weißenfels gelangt war, an Brandenburg, wodurch er sich nicht nur von der brandenburgischen Oberhoheit über Sachsen-Querfurt befreien konnte, sondern auch die von seinem Vater zur Finanzierung seiner prunkvolle Hofhaltung an seinen Vetter Christian von Sachsen-Merseburg verpfändete Stadt Weißenfels einlösen und weitere angehäufte Schulden tilgen konnte.
Die frühere Hauptstadt der Grafschaft, die Stadt Barby selbst, war jedoch nicht dem Erzstift verpflichtet, sondern hatte als Oberlehnsherrn den Kurfürsten von Sachsen. Im Testament Johann Georgs von Kursachsen, der die damalige Schaffung von Sekundogenituren vorsah, wurde festgelegt, dass die Anwartschaft auf Barby Teil des Erbes der Linie Weißenfels sein würde. Das gleichzeitig mit Rosenburg anheimgefallene Barby wurde jedoch von August als Apanage Johann Adolfs jüngerem Bruder Heinrich zugewiesen.

### Zugehörigkeit der Herrschaft Rosenburg nach 1680
Nach dem Tod seines letzten Administrators Herzog August von Sachsen-Weißenfels im Jahr 1680 wurde das Erzstift Magdeburg den im Westfälischen Frieden getroffenen Abmachungen folgend säkularisiert und dem Haus Brandenburg übertragen. Die Herrschaft Rosenburg wurde dem 1. Distrikt des Holzkreises zugeordnet.
Das Ende des Herzogtums Magdeburg wurde durch Napoleon Bonaparte eingeleitet. Er ordnete das Gebiet westlich der Elbe, zu dem auch die Herrschaft Rosenburg gehörte, dem Königreich Westphalen seines Bruders Jérôme zu. Der Holzkreis wurde aufgelöst. Die ehemalige Herrschaft Rosenburg gehörte nun zum Distrikt Magdeburg im Departement der Elbe.
Nach dem Wiener Kongress 1815 wurde das Gebiet wieder preußisch. Die Orte der ehemaligen Herrschaft Rosenburg wurden dem Landkreis Calbe a./S. in der Provinz Sachsen zugeordnet.

## Zugehörige Orte
Dörfer
- Groß Rosenburg
- Klein Rosenburg mit der Burgruine der Rosenburg
- Breitenhagen
- Dornbock
- Rajoch

Vorwerke
- Patzetz